# Guilford (Pennsylvanie)
Pour les articles homonymes, voir Guilford.
Guilford est une census-designated place située dans le comté de Franklin, dans le Commonwealth de Pennsylvanie, aux États-Unis.